# Jan Brzozowski-Haluch

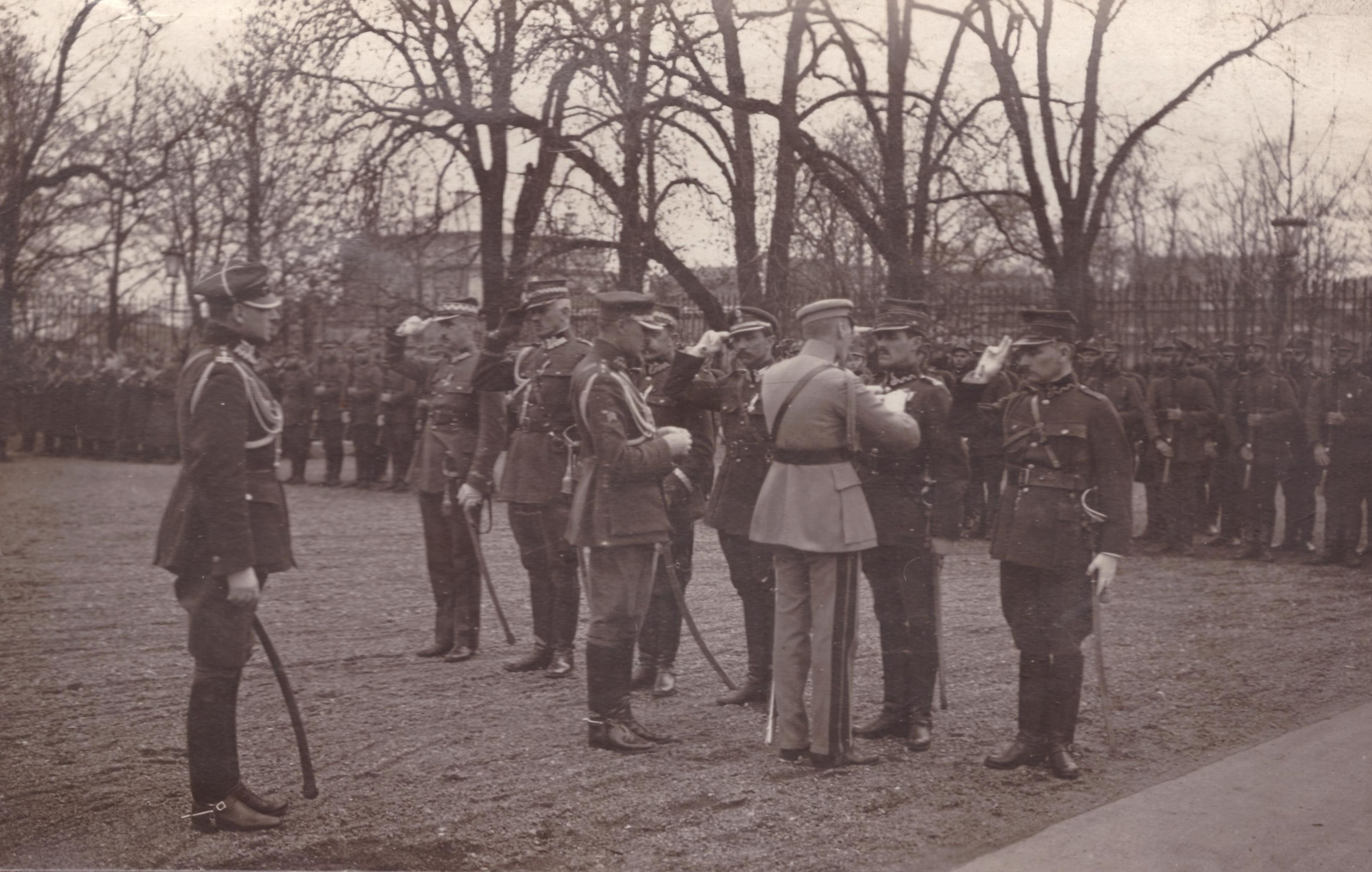
8 kwietnia 1921 - dekoracja Krzyżem Srebrnym Orderu Virtuti Militari, Jan Brzozowski-Haluch pierwszy z prawej

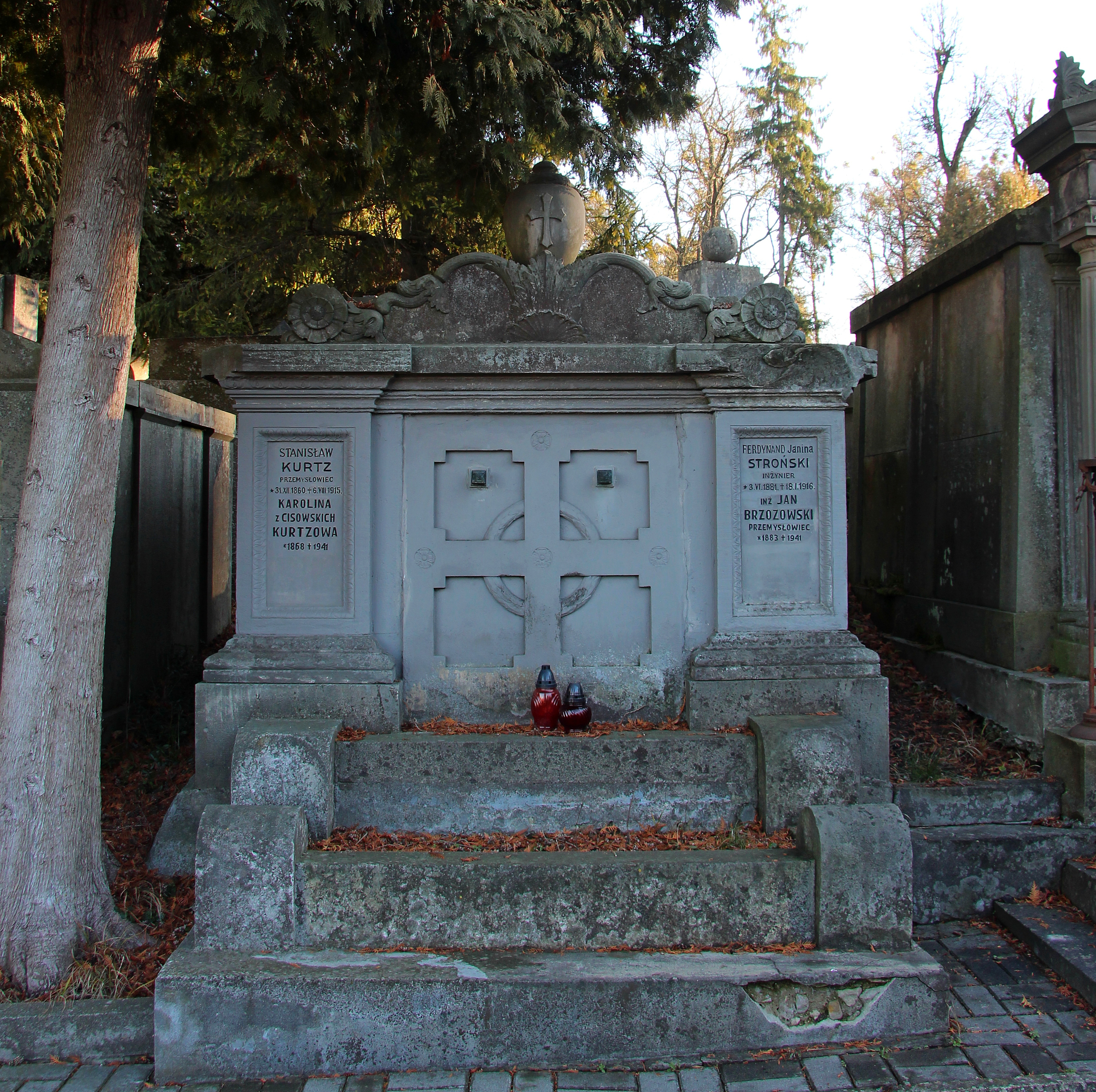
Grób Jana Brzozowskiego

Jan Adam Haluch-Brzozowski (ur. 8 października 1883 w Siarach, zm. 17 grudnia 1941 we Lwowie) – kolejarz, polityk i przemysłowiec, pułkownik saperów Wojska Polskiego, poseł na Sejm III kadencji (1930-1935) oraz Prezydent Lwowa (1930-1931), kawaler Orderu Virtuti Militari.

## Życiorys
Z wykształcenia inżynier, absolwent politechniki we Lwowie (absolutorium – 1907, egzamin rządowy – 1911 zakończony uzyskaniem tytułu inżyniera). Po ukończeniu studiów pracował jako inżynier kolejowy w Krakowie. Podczas I wojny światowej został zmobilizowany do cesarskiej i królewskiej armii. W marcu 1915 roku, po zakończeniu oblężenia i kapitulacji Twierdzy Przemyśl, dostał się do rosyjskiej niewoli.
Od 1918 roku służył w Wojsku Polskim. W marcu 1919 roku, w stopniu podpułkownika, został szefem Oddziału III Kolejowego Naczelnego Dowództwa Wojska Polskiego. W lutym 1920 roku został szefem Szefostwa Kolejnictwa Polowego Naczelnego Dowództwa WP. 11 czerwca 1920 został zatwierdzony z dniem 1 kwietnia 1920 w stopniu podpułkownika, w wojskach kolejowych, w grupie oficerów byłej armii austro-węgierskiej. Od 1 czerwca 1921 roku jego oddziałem macierzystym był 1 pułk wojsk kolejowych w Krakowie. 14 maja 1921 roku został przeniesiony do rezerwy. 
Zweryfikowany w stopniu pułkownika ze starszeństwem z dniem 1 czerwca 1919 w korpusie oficerów rezerwy kolejowych. Później przeniesiony do korpusu oficerów rezerwy inżynierii i saperów. W 1934 pozostawał w ewidencji Powiatowej Komendy Uzupełnień Kraków Miasto. Posiadał przydział do 1 batalionu mostów kolejowych w Krakowie.
Następnie pracował na kolei, pełniąc m.in. funkcję naczelnika wydziału Dyrekcji PKP we Lwowie i prezesa Lwowskiej Dyrekcji Kolejowej. Pod koniec lat 20. przeszedł do pracy w przemyśle naftowym, gdzie pełnił m.in. funkcję Wiceprezesa Związku Przemysłowców Naftowych a następnie prezesa Rady Nadzorczej Banku Naftowego.
W latach 1930–1935 zasiadał jako poseł w Sejmie RP z ramienia Bezpartyjnego Bloku Współpracy z Rządem, ponadto piastował urząd prezydenta miasta Lwowa od 5 czerwca 1930 do listopada 1931.
Informacja, jakoby w latach trzydziestych był prezesem Izby Przemysłowo-Handlowej w Warszawie jest błędna, ponieważ w tym czasie zasiadał w Izbie Przemysłowo-Handlowej we Lwowie. Zaś prezesem Izby warszawskiej był Czesław Klarner.

## Ordery i odznaczenia
- Krzyż Srebrny Orderu Wojskowego Virtuti Militari nr 2528 – 28 lutego 1922[8]
- Krzyż Oficerski Orderu Odrodzenia Polski – 2 maja 1922[9][10]